# Samojłowicze Dolne
Samojłowicze Dolne (biał. Самуйлавічы Дольныя; ros. Самуйловичи Дольные) – wieś na Białorusi, w obwodzie grodzieńskim, w rejonie mostowskim, w sielsowiecie Piaski, przy drodze republikańskiej P50.
Znajduje się tu parafialna cerkiew prawosławna pw. św. Mikołaja Cudotwórcy.
W dwudziestoleciu międzywojennym leżały w Polsce, w województwie białostockim, w powiecie wołkowyskim, w gminie Piaski.